# 8AM
Singles de Coldrain
Fiction
(2008) Vena II
(2016)
8AM est le deuxième maxi-single du groupe de rock japonais Coldrain , et le dernier avant la sortie de leur premier album Final Destination. L'édition limitée inclus un DVD qui contient le clip vidéo de leur chanson phare et trois vidéos live : "Fiction", "Painting" et "Come Awake". "8AM" a également été utilisé comme chanson thème pour la série anime Hajime no Ippo: New Challenger.

## Liste des titres
CD
Toutes les paroles sont écrites par Masato.
| No | Titre                       | Musique       | Durée |
| -- | --------------------------- | ------------- | ----- |
| 1. | 8AM                         | Masato, Y.K.C | 3:30  |
| 2. | Time to go                  | Masato, Sugi  | 3:05  |
| 3. | Believe                     | Masato, Y.K.C | 3:53  |
| 4. | Fiction (Unplugged version) |               | 2:08  |

DVD
| No | Titre                  | Durée |
| -- | ---------------------- | ----- |
| 1. | 8AM (Music video)      | 3:57  |
| 2. | Painting (Live film)   |       |
| 3. | Come awake (Live film) |       |
| 4. | Fiction (Live film)    |       |